# Tournoi de tennis de l'Arizona
Ne doit pas être confondu avec Tournoi de tennis de Scottsdale.
Le tournoi de l'Arizona (États-Unis) est un tournoi international de tennis féminin du circuit professionnel WTA organisé dans la ville de Phoenix, Arizona.
L'épreuve s'est tenue à Scottsdale en 1990 et 1991 pour ce qui fut les deux dernières éditions. Avec quatre succès, Billie Jean King détient le record de victoires en simple.
Une épreuve masculine de l'ATP s'est aussi tenue de 1986 à 2005 à Scottsdale. Mais en 2006, le tournoi déménage à Las Vegas.
En 2019, un nouveau tournoi masculin est créé à Phoenix : l'Arizona Tennis Classic qui prend la place prestigieuse du tournoi d'Irving situé entre les deux Masters 1000 d'Indian Wells et de Miami. Cette position stratégique dans le calendrier et sa dotation importante lui permettent dès la première année d'attirer des joueurs comme David Goffin.

## Palmarès dames

### Simple
| No       | Date       | Nom et lieu du tournoi                      | Catégorie      | Dotation       | Surface        | Vainqueure          | Finaliste            | Score          |                |
| -------- | ---------- | ------------------------------------------- | -------------- | -------------- | -------------- | ------------------- | -------------------- | -------------- | -------------- |
| 1        | 14-03-1966 | Thunderbird Invitation, Phoenix             |                | NC             | Dur (ext.)     | Billie Jean King    | Mary-Ann Eisel       | 6-3, 6-2       | Tableau        |
| 2        | 13-03-1967 | Thunderbird Invitation, Phoenix             |                | NC             | Dur (ext.)     | Nancy Richey        | Carol Hanks          | 6-1, 6-4       | Tableau        |
| Ère Open |            |                                             |                |                |                |                     |                      |                |                |
| 3        | 11-03-1968 | Thunderbird Invitation, Phoenix             |                | NC             | Dur (ext.)     | Patti Hogan         | Tory Ann Fretz       | 6-2, 6-4       | Tableau        |
| 4        | 17-03-1969 | Thunderbird Invitation, Phoenix             |                | NC             | Dur (ext.)     | Nancy Richey        | Patti Hogan          | 6-2, 6-0       | Tableau        |
|          | 1970       | Pas de tournoi                              | Pas de tournoi | Pas de tournoi | Pas de tournoi | Pas de tournoi      | Pas de tournoi       | Pas de tournoi | Pas de tournoi |
| 5        | 27-09-1971 | Virginia Slims Thunderbird Classic, Phoenix | VS Tour        | 20 000 $       | Dur (int.)     | Billie Jean King    | Rosie Casals         | 7-5, 6-1       | Tableau        |
| 6        | 27-09-1972 | Virginia Slims Thunderbird Classic, Phoenix | WT Pro Tour    | 25 000 $       | Dur (ext.)     | Billie Jean King    | Margaret Smith Court | 7-63, 6-3      | Tableau        |
| 7        | 01-10-1973 | Faberge International of Phoenix, Phoenix   |                | 50 000 $       | Dur (ext.)     | Billie Jean King    | Nancy Richey-Gunter  | 6-1, 6-3       | Tableau        |
| 8        | 07-10-1974 | Virginia Slims of Phoenix, Phoenix          |                | 50 000 $       | Dur (ext.)     | Virginia Wade       | Helen Gourlay        | 6-1, 6-2       | Tableau        |
| 9        | 06-10-1975 | Phoenix Thunderbird, Phoenix                |                | 50 000 $       | Dur (ext.)     | Nancy Richey-Gunter | Virginia Wade        | 4-6, 7-5, 6-4  | Tableau        |
| 10       | 04-10-1976 | Thunderbird International, Phoenix          |                | 70 000 $       | Dur (ext.)     | Chris Evert         | Dianne Fromholtz     | 6-1, 7-5       | Tableau        |
| 11       | 10-10-1977 | Thunderbird Classic, Phoenix                |                | 75 000 $       | Dur (ext.)     | Billie Jean King    | Wendy Turnbull       | 1-6, 6-1, 6-0  | Tableau        |
| 12       | 02-10-1978 | Thunderbird Classic, Phoenix                |                | 75 000 $       | Dur (ext.)     | Martina Navrátilová | Tracy Austin         | 6-4, 6-2       | Tableau        |
| 13       | 08-10-1979 | Thunderbird Classic, Phoenix                | Colgate Series | 100 000 $      | Dur (ext.)     | Martina Navrátilová | Chris Evert          | 6-1, 6-3       | Tableau        |
| 14       | 06-10-1980 | Thunderbird Classic, Phoenix                |                | 100 000 $      | Dur (ext.)     | Regina Maršíková    | Wendy Turnbull       | 7-6, 7-6       | Tableau        |
|          | 1981-1985  | Pas de tournoi                              | Pas de tournoi | Pas de tournoi | Pas de tournoi | Pas de tournoi      | Pas de tournoi       | Pas de tournoi | Pas de tournoi |
| 15       | 24-03-1986 | Virginia Slims of Arizona, Phoenix          |                | 75 000 $       | Dur (int.)     | Beth Herr           | Ann Henricksson      | 6-0, 3-6, 7-5  | Tableau        |
| 16       | 09-03-1987 | Virginia Slims of Arizona, Phoenix          |                | 75 000 $       | Dur (ext.)     | Anne White          | Dianne Balestrat     | 6-1, 6-2       | Tableau        |
| 17       | 12-09-1988 | Virginia Slims of Arizona, Phoenix          | Tier V         | 100 000 $      | Dur (ext.)     | Manuela Maleeva     | Dinky Van Rensburg   | 6-3, 4-6, 6-2  | Tableau        |
| 18       | 11-09-1989 | Virginia Slims of Arizona, Phoenix          | Tier V         | 100 000 $      | Dur (ext.)     | Conchita Martínez   | Elise Burgin         | 3-6, 6-4, 6-2  | Tableau        |
| 19       | 15-10-1990 | Arizona Classic, Scottsdale                 | Tier IV        | 150 000 $      | Dur (ext.)     | Conchita Martínez   | Marianne Werdel      | 7-5, 6-1       | Tableau        |
| 20       | 28-10-1991 | Arizona Classic, Scottsdale                 | Tier IV        | 150 000 $      | Dur (ext.)     | Sabine Appelmans    | Chanda Rubin         | 7-5, 6-1       | Tableau        |

### Double
| No       | Date       | Nom et lieu du tournoi                     | Catégorie      | Dotation       | Surface        | Vainqueures                          | Finalistes                        | Score          |                |
| -------- | ---------- | ------------------------------------------ | -------------- | -------------- | -------------- | ------------------------------------ | --------------------------------- | -------------- | -------------- |
| 1        | 14-03-1966 | Thunderbird Invitation Phoenix             |                | NC             | Dur (ext.)     | Mary-Ann Eisel Billie Jean King      | Kathleen Harter Vicky Palmer      | 6-1, 6-4       | Tableau        |
| Ère Open |            |                                            |                |                |                |                                      |                                   |                |                |
| 2        | 11-03-1968 | Thunderbird Invitation Phoenix             |                | NC             | Dur (ext.)     | Mary-Ann Eisel Kathleen Harter       | Patti Hogan Peggy Michel          | 13-11, 6-2     | Tableau        |
| 3        | 17-03-1969 | Thunderbird Invitation Phoenix             |                | NC             | Dur (ext.)     | Patti Hogan Peggy Michel             | Esme Emanuel Cecilia Martinez     | 3-6, 6-3, 6-1  | Tableau        |
|          | 1970       | Pas de tournoi                             | Pas de tournoi | Pas de tournoi | Pas de tournoi | Pas de tournoi                       | Pas de tournoi                    | Pas de tournoi | Pas de tournoi |
| 4        | 27-09-1971 | Virginia Slims Thunderbird Classic Phoenix | VS Tour        | 20 000 $       | Dur (int.)     | Rosie Casals Billie Jean King        | Judy Tegart-Dalton Françoise Dürr | 6-3, 6-2       | Tableau        |
| 5        | 27-09-1972 | Virginia Slims Thunderbird Classic Phoenix | WT Pro Tour    | 25 000 $       | Dur (ext.)     | Rosie Casals Wendy Overton           | Françoise Dürr Betty Stöve        | 6-4, 6-3       | Tableau        |
| 6        | 01-10-1973 | Faberge International of Phoenix Phoenix   |                | 50 000 $       | Dur (ext.)     | Kerry Harris Kerry Melville          | Rosie Casals Billie Jean King     | 6-4, 6-4       | Tableau        |
| 7        | 07-10-1974 | Virginia Slims of Phoenix Phoenix          |                | 50 000 $       | Dur (ext.)     | Françoise Dürr Betty Stöve           | Mona Schallau Pam Teeguarden      | 6-3, 5-7, 6-3  | Tableau        |
| 8        | 06-10-1975 | Phoenix Thunderbird Phoenix                |                | 50 000 $       | Dur (ext.)     | Françoise Dürr Betty Stöve           | Rosie Casals Martina Navrátilová  | 6-7, 6-4, 6-0  | Tableau        |
| 9        | 04-10-1976 | Thunderbird International Phoenix          |                | 70 000 $       | Dur (ext.)     | Billie Jean King Betty Stöve         | Linky Boshoff Ilana Kloss         | 6-2, 6-1       | Tableau        |
| 10       | 10-10-1977 | Thunderbird Classic Phoenix                |                | 75 000 $       | Dur (ext.)     | Billie Jean King Martina Navrátilová | Helen Cawley Joanne Russell       | 6-1, 7-5       | Tableau        |
| 11       | 02-10-1978 | Thunderbird Classic Phoenix                |                | 75 000 $       | Dur (ext.)     | Tracy Austin Betty Stöve             | Martina Navrátilová Anne Smith    | 6-4, 6-7, 6-2  | Tableau        |
| 12       | 08-10-1979 | Thunderbird Classic Phoenix                | Colgate Series | 100 000 $      | Dur (ext.)     | Betty Stöve Wendy Turnbull           | Rosie Casals Chris Evert          | 6-4, 7-6       | Tableau        |
| 13       | 06-10-1980 | Thunderbird Classic Phoenix                |                | 100 000 $      | Dur (ext.)     | Pam Shriver Paula Smith              | Ann Kiyomura Candy Reynolds       | 6-0, 6-4       | Tableau        |
|          | 1981-1985  | Pas de tournoi                             | Pas de tournoi | Pas de tournoi | Pas de tournoi | Pas de tournoi                       | Pas de tournoi                    | Pas de tournoi | Pas de tournoi |
| 14       | 24-03-1986 | Virginia Slims of Arizona Phoenix          |                | 75 000 $       | Dur (int.)     | Susan Mascarin Betsy Nagelsen        | Linda Gates Alycia Moulton        | 6-3, 5-7, 6-4  | Tableau        |
| 15       | 09-03-1987 | Virginia Slims of Arizona Phoenix          |                | 75 000 $       | Dur (ext.)     | Penny Barg Beth Herr                 | Mary Lou Piatek Anne White        | 2-6, 6-2, 7-6  | Tableau        |
| 16       | 12-09-1988 | Virginia Slims of Arizona Phoenix          | Tier V         | 100 000 $      | Dur (ext.)     | Elise Burgin Rosalyn Fairbank        | Beth Herr Terry Phelps            | 6-7, 7-6, 7-6  | Tableau        |
| 17       | 11-09-1989 | Virginia Slims of Arizona Phoenix          | Tier V         | 100 000 $      | Dur (ext.)     | Penny Barg Peanut Louie              | Elise Burgin Rosalyn Fairbank     | 7-6, 7-6       | Tableau        |
| 18       | 15-10-1990 | Arizona Classic Scottsdale                 | Tier IV        | 150 000 $      | Dur (ext.)     | Elise Burgin Helen Kelesi            | Sandy Collins Ronni Reis          | 6-4, 6-2       | Tableau        |
| 19       | 28-10-1991 | Arizona Classic Scottsdale                 | Tier IV        | 150 000 $      | Dur (ext.)     | Peanut Louie Cammy MacGregor         | Sandy Collins Elna Reinach        | 7-5, 3-6, 6-3  | Tableau        |

## Palmarès messieurs

### Simple
| No | Date       | Nom et lieu du tournoi                                                           | Catégorie                                                                        | Dotation                                                                         | Surface                                                                          | Vainqueur                                                                        | Finaliste                                                                        | Score                                                                            |                                                                                  |
| -- | ---------- | -------------------------------------------------------------------------------- | -------------------------------------------------------------------------------- | -------------------------------------------------------------------------------- | -------------------------------------------------------------------------------- | -------------------------------------------------------------------------------- | -------------------------------------------------------------------------------- | -------------------------------------------------------------------------------- | -------------------------------------------------------------------------------- |
| 1  | 06-10-1986 | WCT Scottsdale Open, Scottsdale                                                  |                                                                                  | 220 000 $                                                                        | Dur (ext.)                                                                       | John McEnroe                                                                     | Kevin Curren                                                                     | 6-3, 3-6, 6-2                                                                    |                                                                                  |
| 2  | 05-10-1987 | WCT Scottsdale Open, Scottsdale                                                  |                                                                                  | 232 000 $                                                                        | Dur (ext.)                                                                       | Brad Gilbert                                                                     | Eliot Teltscher                                                                  | 6-2, 6-2                                                                         |                                                                                  |
| 3  | 03-10-1988 | Eagle Classic, Scottsdale                                                        |                                                                                  | 297 500 $                                                                        | Dur (ext.)                                                                       | Mikael Pernfors                                                                  | Glenn Layendecker                                                                | 6-2, 6-4                                                                         |                                                                                  |
| 4  | 06-03-1989 | Eagle Classic, Scottsdale                                                        |                                                                                  | 297 500 $                                                                        | Dur (ext.)                                                                       | Ivan Lendl                                                                       | Stefan Edberg                                                                    | 6-2, 6-3                                                                         |                                                                                  |
|    | 1990-1991  | Pas de tournoi                                                                   | Pas de tournoi                                                                   | Pas de tournoi                                                                   | Pas de tournoi                                                                   | Pas de tournoi                                                                   | Pas de tournoi                                                                   | Pas de tournoi                                                                   | Pas de tournoi                                                                   |
| 5  | 24-02-1992 | Purex Championships, Scottsdale                                                  | World Series                                                                     | 235 000 $                                                                        | Dur (ext.)                                                                       | Stefano Pescosolido                                                              | Brad Gilbert                                                                     | 6-0, 1-6, 6-4                                                                    |                                                                                  |
| 6  | 22-02-1993 | Purex Championships, Scottsdale                                                  | World Series                                                                     | 275 000 $                                                                        | Dur (ext.)                                                                       | Andre Agassi                                                                     | Marcos Ondruska                                                                  | 6-2, 3-6, 6-3                                                                    |                                                                                  |
| 7  | 21-02-1994 | Nuveen Championships, Scottsdale                                                 | World Series                                                                     | 288 750 $                                                                        | Dur (ext.)                                                                       | Andre Agassi                                                                     | Luiz Mattar                                                                      | 6-4, 6-3                                                                         |                                                                                  |
| 8  | 27-02-1995 | MassMutual Tennis Championships, Scottsdale                                      | World Series                                                                     | 303 000 $                                                                        | Dur (ext.)                                                                       | Jim Courier                                                                      | Mark Philippoussis                                                               | 7-62, 6-4                                                                        |                                                                                  |
| 9  | 04-03-1996 | Franklin Templeton Tennis Classic, Scottsdale                                    | World Series                                                                     | 303 000 $                                                                        | Dur (ext.)                                                                       | Wayne Ferreira                                                                   | Marcelo Ríos                                                                     | 2-6, 6-3, 6-3                                                                    |                                                                                  |
| 10 | 03-03-1997 | Franklin Templeton Tennis Classic, Scottsdale                                    | World Series                                                                     | 303 000 $                                                                        | Dur (ext.)                                                                       | Mark Philippoussis                                                               | Richey Reneberg                                                                  | 6-4, 7-64                                                                        |                                                                                  |
| 11 | 02-03-1998 | Franklin Templeton Tennis Classic, Scottsdale                                    | Int' Series                                                                      | 315 000 $                                                                        | Dur (ext.)                                                                       | Andre Agassi                                                                     | Jason Stoltenberg                                                                | 6-4, 7-63                                                                        |                                                                                  |
| 12 | 01-03-1999 | Franklin Templeton Tennis Classic, Scottsdale                                    | Int' Series                                                                      | 325 000 $                                                                        | Dur (ext.)                                                                       | Jan-Michael Gambill                                                              | Lleyton Hewitt                                                                   | 7-62, 4-6, 6-4                                                                   |                                                                                  |
| 13 | 06-03-2000 | Franklin Templeton Tennis Classic, Scottsdale                                    | Int' Series                                                                      | 350 000 $                                                                        | Dur (ext.)                                                                       | Lleyton Hewitt                                                                   | Tim Henman                                                                       | 6-4, 7-62                                                                        |                                                                                  |
| 14 | 05-03-2001 | Franklin Templeton Tennis Classic, Scottsdale                                    | Int' Series                                                                      | 375 000 $                                                                        | Dur (ext.)                                                                       | Francisco Clavet                                                                 | Magnus Norman                                                                    | 6-4, 6-2                                                                         |                                                                                  |
| 15 | 04-03-2002 | Franklin Templeton Tennis Classic, Scottsdale                                    | Int' Series                                                                      | 375 000 $                                                                        | Dur (ext.)                                                                       | Andre Agassi                                                                     | Joan Balcells                                                                    | 6-2, 7-62                                                                        | Tableau                                                                          |
| 16 | 03-03-2003 | Franklin Templeton Tennis Classic, Scottsdale                                    | Int' Series                                                                      | 355 000 $                                                                        | Dur (ext.)                                                                       | Lleyton Hewitt                                                                   | Mark Philippoussis                                                               | 6-4, 6-4                                                                         | Tableau                                                                          |
| 17 | 01-03-2004 | Franklin Templeton Tennis Classic, Scottsdale                                    | Int' Series                                                                      | 355 000 $                                                                        | Dur (ext.)                                                                       | Vincent Spadea                                                                   | Nicolas Kiefer                                                                   | 7-5, 65-7, 6-3                                                                   | Tableau                                                                          |
| 18 | 21-02-2005 | Tennis Channel Open, Scottsdale                                                  | Int' Series                                                                      | 355 000 $                                                                        | Dur (ext.)                                                                       | Wayne Arthurs                                                                    | Mario Ančić                                                                      | 7-5, 6-3                                                                         | Tableau                                                                          |
|    | 2006-2018  | Pas de tournoi (voir Tournoi de tennis de Las Vegas pour les éditions suivantes) | Pas de tournoi (voir Tournoi de tennis de Las Vegas pour les éditions suivantes) | Pas de tournoi (voir Tournoi de tennis de Las Vegas pour les éditions suivantes) | Pas de tournoi (voir Tournoi de tennis de Las Vegas pour les éditions suivantes) | Pas de tournoi (voir Tournoi de tennis de Las Vegas pour les éditions suivantes) | Pas de tournoi (voir Tournoi de tennis de Las Vegas pour les éditions suivantes) | Pas de tournoi (voir Tournoi de tennis de Las Vegas pour les éditions suivantes) | Pas de tournoi (voir Tournoi de tennis de Las Vegas pour les éditions suivantes) |
| 19 | 11-03-2019 | Arizona Tennis Classic, Phoenix                                                  | Challenger                                                                       | 162 480 $                                                                        | Dur (ext.)                                                                       | Matteo Berrettini                                                                | Mikhail Kukushkin                                                                | 3-6, 7-66, 7-62                                                                  |                                                                                  |
|    | 2020-2021  | Pas de tournoi                                                                   | Pas de tournoi                                                                   | Pas de tournoi                                                                   | Pas de tournoi                                                                   | Pas de tournoi                                                                   | Pas de tournoi                                                                   | Pas de tournoi                                                                   | Pas de tournoi                                                                   |
| 20 | 14-03-2022 | Arizona Tennis Classic, Phoenix                                                  | Challenger                                                                       | 159 360 $                                                                        | Dur (ext.)                                                                       | Denis Kudla                                                                      | Daniel Altmaier                                                                  | 2-6, 6-2, 6-3                                                                    |                                                                                  |
| 21 | 13-03-2023 | Arizona Tennis Classic, Phoenix                                                  | Challenger                                                                       | 220 000 $                                                                        | Dur (ext.)                                                                       | Nuno Borges                                                                      | Alexander Shevchenko                                                             | 4-6, 6-2, 6-1                                                                    |                                                                                  |
| 22 | 11-03-2024 | Arizona Tennis Classic, Phoenix                                                  | Challenger                                                                       | 225 500 $                                                                        | Dur (ext.)                                                                       | Nuno Borges                                                                      | Matteo Berrettini                                                                | 7-5, 7-64                                                                        |                                                                                  |
| 23 | 11-03-2025 | Arizona Tennis Classic, Phoenix                                                  | Challenger                                                                       | 250 000 $                                                                        | Dur (ext.)                                                                       | João Fonseca                                                                     | Alexander Bublik                                                                 | 7-65, 7-60                                                                       |                                                                                  |

### Double
| No | Date       | Nom et lieu du tournoi                                                           | Catégorie                                                                        | Dotation                                                                         | Surface                                                                          | Vainqueurs                                                                       | Finalistes                                                                       | Score                                                                            |                                                                                  |
| -- | ---------- | -------------------------------------------------------------------------------- | -------------------------------------------------------------------------------- | -------------------------------------------------------------------------------- | -------------------------------------------------------------------------------- | -------------------------------------------------------------------------------- | -------------------------------------------------------------------------------- | -------------------------------------------------------------------------------- | -------------------------------------------------------------------------------- |
| 1  | 06-10-1986 | WCT Scottsdale Open, Scottsdale                                                  |                                                                                  | 220 000 $                                                                        | Dur (ext.)                                                                       | Leonardo Lavalle Mike Leach                                                      | Scott Davis David Pate                                                           | 7-6, 6-4                                                                         |                                                                                  |
| 2  | 05-10-1987 | WCT Scottsdale Open, Scottsdale                                                  |                                                                                  | 232 000 $                                                                        | Dur (ext.)                                                                       | Rick Leach Jim Pugh                                                              | Dan Goldie Mel Purcell                                                           | 6-3, 6-2                                                                         |                                                                                  |
| 3  | 03-10-1988 | Eagle Classic, Scottsdale                                                        |                                                                                  | 297 500 $                                                                        | Dur (ext.)                                                                       | Scott Davis Tim Wilkison                                                         | Rick Leach Jim Pugh                                                              | 6-4, 7-6                                                                         |                                                                                  |
| 4  | 06-03-1989 | Eagle Classic, Scottsdale                                                        |                                                                                  | 297 500 $                                                                        | Dur (ext.)                                                                       | Rick Leach Jim Pugh                                                              | Paul Annacone Christo van Rensburg                                               | 6-7, 6-3, 6-2, 2-6, 6-4                                                          |                                                                                  |
|    | 1990-1991  | Pas de tournoi                                                                   | Pas de tournoi                                                                   | Pas de tournoi                                                                   | Pas de tournoi                                                                   | Pas de tournoi                                                                   | Pas de tournoi                                                                   | Pas de tournoi                                                                   | Pas de tournoi                                                                   |
| 5  | 24-02-1992 | Purex Championships, Scottsdale                                                  | World Series                                                                     | 235 000 $                                                                        | Dur (ext.)                                                                       | Mark Keil Dave Randall                                                           | Kent Kinnear Sven Salumaa                                                        | 4-6, 6-1, 6-2                                                                    |                                                                                  |
| 6  | 22-02-1993 | Purex Championships, Scottsdale                                                  | World Series                                                                     | 275 000 $                                                                        | Dur (ext.)                                                                       | Mark Keil Dave Randall                                                           | Luke Jensen Sandon Stolle                                                        | 7-5, 6-4                                                                         |                                                                                  |
| 7  | 21-02-1994 | Nuveen Championships, Scottsdale                                                 | World Series                                                                     | 288 750 $                                                                        | Dur (ext.)                                                                       | Jan Apell Ken Flach                                                              | Alex O'Brien Sandon Stolle                                                       | 6-0, 6-4                                                                         |                                                                                  |
| 8  | 27-02-1995 | MassMutual Tennis Championships, Scottsdale                                      | World Series                                                                     | 303 000 $                                                                        | Dur (ext.)                                                                       | Trevor Kronemann David Macpherson                                                | Luis Lobo Javier Sánchez                                                         | 4-6, 6-3, 6-4                                                                    |                                                                                  |
| 9  | 04-03-1996 | Franklin Templeton Tennis Classic, Scottsdale                                    | World Series                                                                     | 303 000 $                                                                        | Dur (ext.)                                                                       | Patrick Galbraith Rick Leach                                                     | Richey Reneberg Brett Steven                                                     | 5-7, 7-5, 7-5                                                                    |                                                                                  |
| 10 | 03-03-1997 | Franklin Templeton Tennis Classic, Scottsdale                                    | World Series                                                                     | 303 000 $                                                                        | Dur (ext.)                                                                       | Luis Lobo Javier Sánchez                                                         | Jonas Björkman Rick Leach                                                        | 6-3, 6-3                                                                         |                                                                                  |
| 11 | 02-03-1998 | Franklin Templeton Tennis Classic, Scottsdale                                    | Int' Series                                                                      | 315 000 $                                                                        | Dur (ext.)                                                                       | Cyril Suk Michael Tebbutt                                                        | Kent Kinnear David Wheaton                                                       | 4-6, 6-1, 7-6                                                                    |                                                                                  |
| 12 | 01-03-1999 | Franklin Templeton Tennis Classic, Scottsdale                                    | Int' Series                                                                      | 325 000 $                                                                        | Dur (ext.)                                                                       | Justin Gimelstob Richey Reneberg                                                 | Mark Knowles Sandon Stolle                                                       | 6-4, 64-7, 6-3                                                                   |                                                                                  |
| 13 | 06-03-2000 | Franklin Templeton Tennis Classic, Scottsdale                                    | Int' Series                                                                      | 350 000 $                                                                        | Dur (ext.)                                                                       | Jared Palmer Richey Reneberg                                                     | Patrick Galbraith David Macpherson                                               | 6-3, 7-5                                                                         |                                                                                  |
| 14 | 05-03-2001 | Franklin Templeton Tennis Classic, Scottsdale                                    | Int' Series                                                                      | 375 000 $                                                                        | Dur (ext.)                                                                       | Donald Johnson Jared Palmer                                                      | Marcelo Ríos Sjeng Schalken                                                      | 7-63, 6-2                                                                        |                                                                                  |
| 15 | 04-03-2002 | Franklin Templeton Tennis Classic, Scottsdale                                    | Int' Series                                                                      | 375 000 $                                                                        | Dur (ext.)                                                                       | Bob Bryan Mike Bryan                                                             | Mark Knowles Daniel Nestor                                                       | 7-5, 7-66                                                                        | Tableau                                                                          |
| 16 | 03-03-2003 | Franklin Templeton Tennis Classic, Scottsdale                                    | Int' Series                                                                      | 355 000 $                                                                        | Dur (ext.)                                                                       | James Blake Mark Merklein                                                        | Lleyton Hewitt Mark Philippoussis                                                | 6-4, 62-7, 7-65                                                                  | Tableau                                                                          |
| 17 | 01-03-2004 | Franklin Templeton Tennis Classic, Scottsdale                                    | Int' Series                                                                      | 355 000 $                                                                        | Dur (ext.)                                                                       | Rick Leach Brian MacPhie                                                         | Jeff Coetzee Chris Haggard                                                       | 6-3, 6-1                                                                         | Tableau                                                                          |
| 18 | 21-02-2005 | Tennis Channel Open, Scottsdale                                                  | Int' Series                                                                      | 355 000 $                                                                        | Dur (ext.)                                                                       | Bob Bryan Mike Bryan                                                             | Wayne Arthurs Paul Hanley                                                        | 7-5, 6-4                                                                         | Tableau                                                                          |
|    | 2006-2018  | Pas de tournoi (voir Tournoi de tennis de Las Vegas pour les éditions suivantes) | Pas de tournoi (voir Tournoi de tennis de Las Vegas pour les éditions suivantes) | Pas de tournoi (voir Tournoi de tennis de Las Vegas pour les éditions suivantes) | Pas de tournoi (voir Tournoi de tennis de Las Vegas pour les éditions suivantes) | Pas de tournoi (voir Tournoi de tennis de Las Vegas pour les éditions suivantes) | Pas de tournoi (voir Tournoi de tennis de Las Vegas pour les éditions suivantes) | Pas de tournoi (voir Tournoi de tennis de Las Vegas pour les éditions suivantes) | Pas de tournoi (voir Tournoi de tennis de Las Vegas pour les éditions suivantes) |
| 19 | 11-03-2019 | Arizona Tennis Classic, Phoenix                                                  | Challenger                                                                       | 162 480 $                                                                        | Dur (ext.)                                                                       | Jamie Murray Neal Skupski                                                        | Austin Krajicek Artem Sitak                                                      | 62-7, 7-5, [10-6]                                                                |                                                                                  |
|    | 2020-2021  | Pas de tournoi                                                                   | Pas de tournoi                                                                   | Pas de tournoi                                                                   | Pas de tournoi                                                                   | Pas de tournoi                                                                   | Pas de tournoi                                                                   | Pas de tournoi                                                                   | Pas de tournoi                                                                   |
| 20 | 14-03-2022 | Arizona Tennis Classic, Phoenix                                                  | Challenger                                                                       | 159 360 $                                                                        | Dur (ext.)                                                                       | Treat Huey Denis Kudla                                                           | Oscar Otte Jan-Lennard Struff                                                    | 7-610, 3-6, [10-6]                                                               |                                                                                  |
| 21 | 13-03-2023 | Arizona Tennis Classic, Phoenix                                                  | Challenger                                                                       | 220 000 $                                                                        | Dur (ext.)                                                                       | Nathaniel Lammons Jackson Withrow                                                | Hugo Nys Jan Zieliński                                                           | 61-7, 6-4, [10-8]                                                                |                                                                                  |
| 22 | 11-03-2024 | Arizona Tennis Classic, Phoenix                                                  | Challenger                                                                       | 225 500 $                                                                        | Dur (ext.)                                                                       | Sadio Doumbia Fabien Reboul                                                      | Rinky Hijikata Henry Patten                                                      | 6-3, 6-2                                                                         |                                                                                  |
| 23 | 11-03-2025 | Arizona Tennis Classic, Phoenix                                                  | Challenger                                                                       | 250 000 $                                                                        | Dur (ext.)                                                                       | Marcel Granollers Horacio Zeballos                                               | Austin Krajicek Rajeev Ram                                                       | 6-3, 7-62                                                                        |                                                                                  |